# Johnny Williams (Fußballspieler, 1925)
John „Johnny“ Williams (* 21. November 1925 in Greenock; † 5. November 2016 in Anglesey) war ein schottischer Fußballspieler.

## Karriere
Williams ging in Greenock zur Schule und spielte im Anschluss an seine Schulzeit für die Greenock High School Former Pupils, während er eine Ausbildung bei einem lokalen Ingenieurbüro absolvierte. Um 1943 kam er zu den Port Glasgow Rovers, bevor er 1947 in den Nordosten Englands zu den Blackburn Rovers wechselte; sein Mannschaftskamerad Johnny McKim schloss sich dem FC Chelsea an. Beide waren zu alt geworden, um weiter im schottischen Juvenile football (einer Spielstufe im schottischen Fußball, in der das Höchstalter der Spieler je nach Regelung zwischen 21 und 27 Jahren lag) zu spielen. Ohne Pflichtspieleinsatz für das Profiteam zog er im folgenden Jahr zum FC Southport in die Third Division North weiter. Dort kam er im Januar 1949 als rechter Läufer zu zwei Ligaeinsätzen gegen Hartlepools United (2:2) und Bradford City (2:4), die Position war im Saisonverlauf ansonsten zunächst von Harry Harrison und später von Cec Wyles besetzt.
In der Folge zog es Williams in den Norden Wales, wo er mit Bangor City, Bethesda Athletic, Aberystwyth Town und dem Porthmadog FC für eine Vielzahl von Klubs spielte und teils auch Traineraufgaben übernahm. Mit Bangor erreichte er 1951/52 die erste Hauptrunde des FA Cups und traf dort just auf seinen Ex-Klub Southport, neben Williams befanden sich in Bangors Aufgebot auch vier Spieler, die in der Football League immer noch auf der Transferliste von Southport standen (Alex Anderson, Bernard Ross, Cec Wyles und Kenny Powell). Nach einem 2:2-Unentschieden im ersten Aufeinandertreffen verpasste er das Wiederholungsspiel (0:3) an der Haig Avenue, weil er den Abfahrtstermin der Mannschaft verpasst hatte und mit dem Taxi zu spät zum Anstoß kam. Mit Porthmadog gewann er 1956 und 1957 den walisischen Amateurpokal, der Titelhattrick wurde mit einer Finalniederlage 1958 verpasst.
Im Fußball trainierte er zuletzt die Reservemannschaft von Bangor City, bevor er sich hauptsächlich dem Golfsport widmete. Williams blieb in Nordwales sesshaft, arbeitete langjährig für den Fahrzeughersteller Laird’s in Beaumaris und sprach fließend Walisisch.